# Jean-Julien Le Mauff
Jean-Julien Le Mauff, sieur de Kergal, né le 22 octobre 1731 à Questembert (Morbihan) et décédé le 8 thermidor An VI (26 juillet 1798) à Vannes, est un officier de marine français qui participa à la Révolution américaine.

## Biographie
Jean-Julien Le Mauff est le fils de l'avocat Louis Le Mauff, sieur de la Châtaignerie. Dès l'âge de douze ans, il s'engage comme mousse et participe à de nombreuses campagnes à bord de navires marchands ou militaires. En 1773, il est nommé commandant de la flûte La Fortune et prend part à la  Révolution américaine du côté des Insurgés. Ses faits d'armes lui valent d'être nommé chevalier de l'Ordre de Cincinnatus, réunissant les officiers anciens combattants de cette guerre d'indépendance.
Il fut également aide de camp du comte Charles Henri d'Estaing, amiral de France.
Après son retour en France, il s'installe à Vannes comme commissaire à l'inscription maritime.
Il avait épousé la fille de Jean-Joseph Lucas de Bourgerel, dont il eut une fille, marié au général Gabriel Fabre, et un fils, avocat, marié à la fille de Jacques François Dupuy, corsaire et armateur, et d'Adélaide Marie Roysard.